# Слубиці (Мазовецьке воєводство)
Слубіце (пол. Słubice) — село в Польщі, у гміні Слубиці Плоцького повіту Мазовецького воєводства.
Населення — 1210 осіб (2011).
У 1975-1998 роках село належало до Плоцького воєводства.

## Демографія
Демографічна структура станом на 31 березня 2011 року:
|          | Загалом | Допрацездатний вік | Працездатний вік | Постпрацездатний вік |
| -------- | ------- | ------------------ | ---------------- | -------------------- |
| Чоловіки | 598     | 130                | 421              | 47                   |
| Жінки    | 612     | 121                | 362              | 129                  |
| Разом    | 1210    | 251                | 783              | 176                  |